# Castillo de Pombal

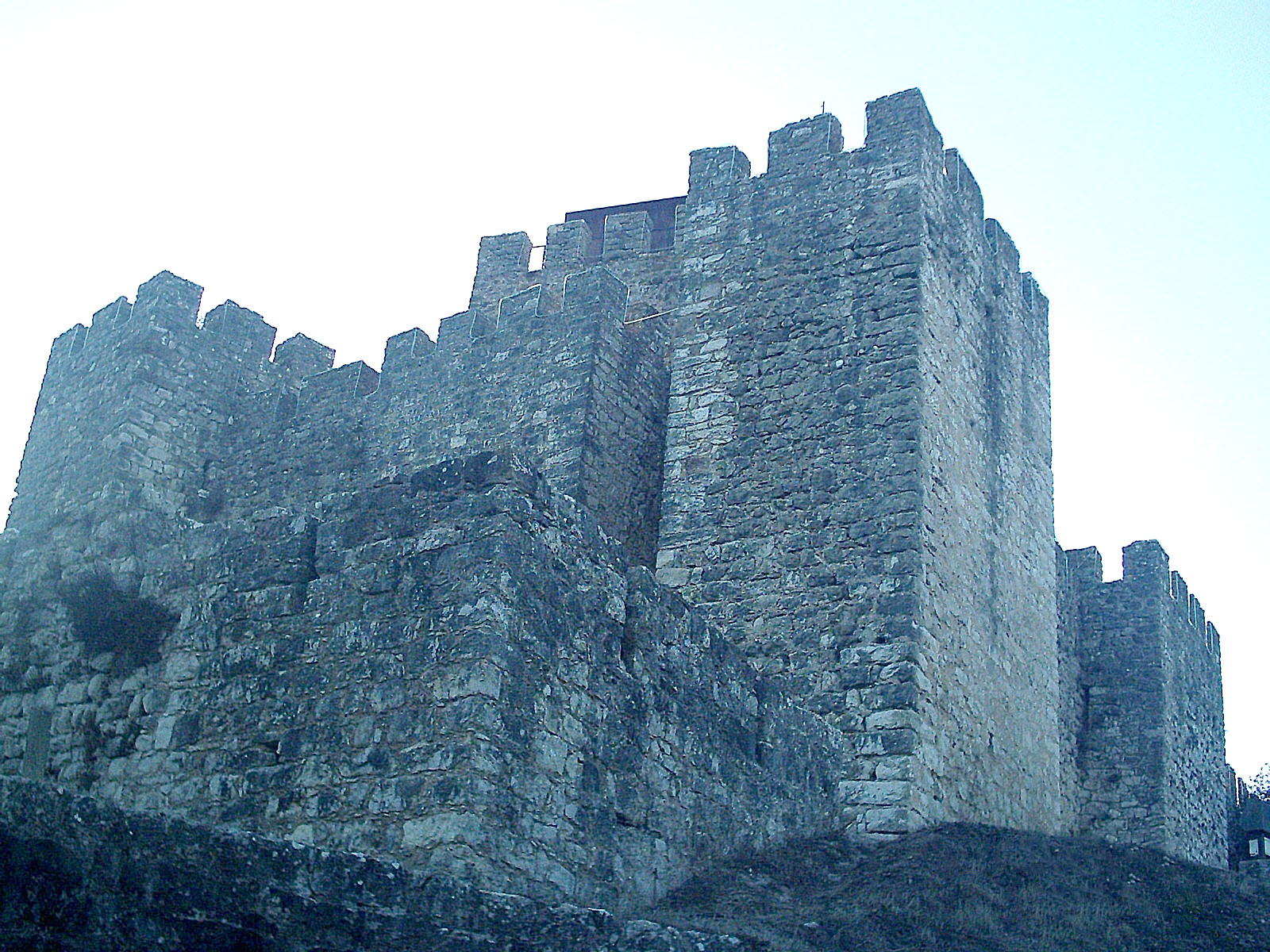
Castillo de Pombal.

El castillo de Pombal se localiza en la ciudad, freguesia y municipio del mismo nombre, distrito de Leiría, en Portugal. En posición dominante sobre un macizo rocoso, al margen del río Arunca, este castillo templario tuvo un gran papel en la defensa de la región en la época de la afirmación de la nación y, posteriormente, en la consolidación del condado.
- Datos: Q5050407
- Multimedia: Castelo de Pombal / Q5050407